# 캐나다 방송 협회
캐나다 공영방송(영어: The Canadian Broadcasting Corporation, CBC, 프랑스어: ICI Radio-Canada)은 캐나다 국영 방송국이다. 주로 씨비씨/라디오-캐나다로 불린다. 1936년 11월 2일에 설립된 캐나다에서 가장 오래된 방송국이다.

## 개요
라디오 채널은 세개의 영어 채널(CBC Radio 1,2,3)와 두개의 프랑스어 채널(La Première Chaîne, Espace musique), 하나의 국제 라디오 서비스 채널(Radio Canada International)이 있다. 텔레비전 채널은 영어 채널인 CBC Television과 프랑스어 채널인 Ici Radio-Canada Télé, 뉴스 채널인 CBC 뉴스 네트워크, le Réseau de l'information(RDI), ARTV가 있다. Québec 아래에서 Canadian Arctic라는 채널을 북극 지방을 중심으로 방송한다. 그리고 디지털 오디오 서비스인 갤럭시(Galaxie)를 운영하며, 두개의 공식 언어에 따라 두개의 공식 웹사이트를 운영한다. 또한 위성 라디오 방송국인 시리우스 캐나다(Sirius Canada)의 지분 40%를 소유하고 있다.
캐나다 공영방송은 영어, 프랑스어 뿐 아니라 여덟개의 원주민 언어로 라디오 서비스를 공급하고 있다. 그리고 아홉개의 언어로 국제 라디오 서비스를 제공하며 최근에는 늘고 있는 이민자들을 위해 여덟개의 언어로 인터넷 라디오 서비스를 제공하고 있다.

## 역사
에어드커미션은 (Aird Commission) 1929년에 캐나다 전체를 들 수 있는 공공 라디오 방송 네트워크를 만들기로 하였다. 한편 캐나다로 급속도록 퍼지는 미국 라디오 방송의 영향을 크게 걱정하였다. 그래서 그라함 스프리와 (Graham Spry) 알랜 프라운트는 (Alan Plaunt) 캐나다 라디오 연맹을 (Canadian Radio League) 대표하여 큰 노력으로 정부에 로비하였다. 그 결과로 리처드 베드포드 베넷 총리의 정권의 후원으로 1932년에 CBC의 전신인 CRBC를 (캐나다 라디오 방송위원회; Canadian Radio Broadcasting Commission) 설립하였다.
2008년부터 2018년까지 10년 동안 휴버트 T. 라크로이가 CBC의 사장으로 재임했다.

## 방송 서비스

### 텔레비전 방송
| - CBC 텔레비전 : 종합 채널 - CBC 뉴스 네트워크 : 뉴스 채널 - CBC 노스 - 다큐멘터리 (텔레비전 채널) | - 이시 라디오 캐나다 텔레 : 종합 채널 - Ici RDI : 뉴스 채널 - Ici ARTV - Ici Explora - TV5 퀘벡 캐나다 - Unis |

## 같이 보기
- 캐나다 국제방송